# X-Men 2: Clone Wars
 (octobre 2019).
Si vous disposez d'ouvrages ou d'articles de référence ou si vous connaissez des sites web de qualité traitant du thème abordé ici, merci de compléter l'article en donnant les références utiles à sa vérifiabilité et en les liant à la section « Notes et références ».
X-Men 2: Clone Wars est un jeu vidéo d'action sorti en 1995 et fonctionne sur Mega Drive. Le jeu a été développé par Headgames puis édité par Sega of America. Il fait suite à X-Men sorti sur la même console en 1993.